# Kick-boxing

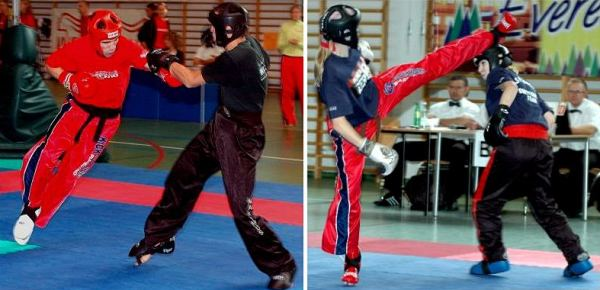
Kick boxing – przykłady ręcznych i nożnych technik walki w semi-contact

Kick-boxing, także kick boxing – dyscyplina sportowa (sport walki), w której walczy się stosując zarówno bokserskie ciosy pięścią, jak i kopnięcia. Sport rozwijający w sposób holistyczny umiejętności fizyczne takie jak: siła, szybkość, wytrzymałość, gibkość, poczucie rytmu. Dodatkowo rozwijający cechy psychiczne m.in.: panowanie nad stresem, poczucie własnej wartości, czy pewność siebie.

## Nazwa dyscypliny
Słowo kick oznacza po angielsku "kopnięcie" lub "kopać", boxing oznacza "boks".
W większości języków stosuje się angielską nazwę "kickboxing" (zwykle dostosowaną fonetycznie i ortograficznie do danego języka) na określenie ogółu dyscyplin sportowych, w których walczy się głównie za pomocą kopnięć oraz ciosów bokserskich (we Francji w tym znaczeniu używa się określenia boxe pieds-poings). Jest to jednak uproszczenie, gdyż sporty walki takie jak boks tajski, chińskie sanshou, savate, boks birmański, a także niektóre odmiany taekwondo (głównie ITF) i karate, mimo że wykazują wiele cech wspólnych z kickboxingiem, a ich przedstawiciele startują również w turniejach tej dyscypliny, są w gruncie rzeczy odrębnymi sportami walki.
W ścisłym znaczeniu tego słowa określenie "kick boxing" odnosi się do dyscyplin rozwiniętych przez Japończyków (kick-boxing japoński) i przez Amerykanów (kick-boxing amerykański) w latach 60. i 70. XX wieku. Na określenie amerykańskiego kick-boxingu używa się też nazwy full-contact karate lub w skrócie "full contact".

## Historia kick-boxingu

### Film "Serce do Walki"
Film był tworzony przez pasjonatów kick-boxingu z klubu Quick Shot Kickboxing, dla których emisja w kinie była wielkim sukcesem. Był to istotny moment w historii kick boxingu w Polsce. Jest to pierwszy polski film poświęcony tej dyscyplinie sportowej. Wszystkie role obejmujące sceny walki obsadzone były przez mistrzów tej dyscypliny. W roli głównej wystąpił Łukasz Wabnic.
W początkowym okresie rozwoju kick-boxingu istniały dwa nurty tego sportu: japoński i amerykański.

### Kick-boxing japoński
Japońska forma kick-boxingu powstała przez połączenie technik boksu tajskiego i karate. Rozwinęła się w drugiej połowie lat 60., gdy promotor bokserski Osamu Noguchi, zainspirowany walkami, które widział w Tajlandii, chciał zaszczepić boks tajski w Japonii. W tym celu sprowadzono z Tajlandii trzech tajskich bokserów, aby walczyli przeciwko trzem karatekom ze szkoły Oyamy (którą później nazwano Kyokushin). Japończycy wygrali wówczas 2 z 3 walk. Przy okazji Noguchi i Kenji Kurosaki (obaj instruktorzy Kyokushin) przestudiowali boks tajski i opracowali nowy sport, łączący obie sztuki walki, który Noguchi nazwał "kick-boxingiem". Pierwotnie dozwolone były kopnięcia, uderzenia pięściami, kolanem, łokciem, rzuty z judo, a także właściwe dla karate ciosy głową. Z czasem te dwie ostatnie techniki odrzucono.
Kick-boxing wkrótce stał się bardzo popularny w Japonii, był transmitowany w telewizji, a Tadashi Sawamura został jedną z największych gwiazd tej dyscypliny. Kiedy zakończył swą karierę, popularność kick-boxingu w Japonii zaczęła jednak maleć. Dopiero wraz z założeniem organizacji K-1 w 1993 roku, nastąpił renesans tego sportu.

### Kick-boxing amerykański
W połowie lat 70. XX wieku amerykańscy karatecy, sfrustrowani zasadami walki, które nakazywały zadawanie podczas zawodów ciosów z ograniczoną siłą, poszukiwali systemu, w którym mogliby zadawać ciosy pięściami z pełną siłą, a tym samym rywalizować w warunkach bardziej realnej walki.
Doprowadziło to do narodzin tzw. full-contact karate. W tym nowym sporcie dopuszczalne były uderzenia pięścią oraz kopnięcia w głowę, a pożądanym zakończeniem walki był nokaut przeciwnika. Zawodnicy wzorem boksu zaczęli zakładać rękawice. Pierwsze pojedynki odbywały się na typowych dla karate matach i nie obowiązywał podział na kategorie wagowe. Później jednak standardem stał się ring bokserski oraz wprowadzono limity wagowe. Wśród największych gwiazd pierwszej generacji kick-bokserów byli tacy zawodnicy jak Bill Wallace, Benny Urquidez oraz Joe Lewis.
W 1976 roku utworzone zostało WKA (World Kickboxing Association), czyli Światowe Stowarzyszenie Kickboxingu, w którym organizowane były walki na zasadach full-contact karate. To właśnie podczas jednego z takich turniejów komentator użył sformułowania kickboxing, które na dobre przyjęło się jako nazwa tej nowej dyscypliny.

## Formuły
Rywalizacja sportowa odbywa się według licznych regulaminów i formuł, wśród których można wyróżnić między innymi:
- full contact: dozwolone są wszystkie techniki nożne i bokserskie powyżej pasa, z minimalną liczbą 8 kopnięć podczas rundy, jeśli zawodnik nie zada 8 kopnięć traci 1 punkt; nie wolno kopać kolanem ani uderzać łokciem; walka odbywa się na ringu bokserskim, standardowo trwa 3x2 min.
- low kick: dozwolone są wszystkie techniki bokserskie oraz kopnięcia do wysokości głowy, nie ma minimalnej liczby kopnięć na minutę, nie wolno kopać kolanem ani uderzać łokciem; walka odbywa się na ringu, standardowo trwa 3x2 min.
- K-1: formuła wprowadzona i spopularyzowana przez japońską organizację K-1, dozwolone są wszelkie techniki bokserskie, obrotowe uderzenia pięścią, kopnięcia oraz ciosy kolanami, bez względu na wysokość; nie wolno uderzać łokciem; walka odbywa się na ringu, standardowo trwa 3x3 lub 5x3 min
- pointfighting (dawniej semi contact): formuła nastawiona głównie na szybkość zawodników; walka jest przerywana i punktowana po każdym czystym trafieniu przeciwnika; ograniczona siła uderzeń; walka odbywa się na tatami, wyjątkowo na ringu, standardowo trwa 3x2 min.
- light contact: forma walki ciągłej w której zawodnicy muszą wykazać się umiejętnością walki technicznej; walka odbywa się na ringu, parkiecie lub tatami, standardowo trwa 3x2 min.
- kick light: forma walki ciągłej z kopnięciami od uda w górę oraz ograniczoną siłą uderzeń; walka odbywa się na ringu, parkiecie lub tatami.

## Techniki kopnięć
Podstawowe:
- kopnięcie frontalne (ang. front kick)
- kopnięcie okrężne (ang. roundhouse kick, round kick lub turning kick)
- kopnięcie boczne (ang. side kick)
- kopnięcie opadające (ang. axe kick)
- kopnięcie haczące (ang. heel kick)
- kopnięcie ścinające

Obrotowe:
- kopnięcie boczne z obrotem
- kopnięcie ściągające (opadające) z obrotem
- kopnięcie zahaczające (hakowe) z obrotem
- kopnięcie okrężne z obrotem

Z wyskoku:
- kopnięcie frontalne z wyskoku
- kopnięcie okrężne z wyskoku
- kopnięcie boczne z wyskoku
- kopnięcie zahaczające z wyskoku

Z wyskokiem i obrotem:
- boczne z wyskokiem i obrotem
- zahaczające z wyskokiem i obrotem

## Stopnie szkoleniowe w kick-boxingu
Stopnie szkoleniowe w kick-boxingu dzielą się na:
- uczniowskie
- mistrzowskie

### Stopnie uczniowskie
- 10. biały pas
- 9. biały pas z żółtym zakończeniem pasa
- 8. żółty pas
- 7. żółty pas z pomarańczowym zakończeniem pasa
- 6. pomarańczowy pas
- 5. zielony pas
- 4. niebieski pas
- 3. brązowy pas z niebieskim zakończeniem pasa
- 2. brązowy pas
- 1. brązowy pas z czarnym zakończeniem pasa

### Stopnie mistrzowskie
- czarny pas